# Eubrig Maza
Eubrig Maza (* 6. Dezember 1999) ist ein venezolanischer Leichtathlet, der im Sprint und im Weitsprung an den Start geht.

## Sportliche Laufbahn
Erste Erfahrungen bei internationalen Meisterschaften sammelte Eubrig Maza im Jahr 2021, als er bei den U23-Südamerikameisterschaften in Guayaquil mit 10,78 s in der Vorrunde im 100-Meter-Lauf ausschied und im Weitsprung mit 7,57 m den fünften Platz belegte. Anschließend gelangte er bei den erstmals ausgetragenen Panamerikanischen Juniorenspielen in Cali mit 7,71 m auf den fünften Platz im Weitsprung und belegte mit der venezolanischen 4-mal-400-Meter-Staffel in 3:12,41 min den vierten Platz. Im Jahr darauf gewann er bei den Juegos Bolivarianos in Valledupar mit 7,40 m die Bronzemedaille im Weitsprung hinter dem Kolumbianer Jhon Berrío und seinem Landsmann Santiago Cova und anschließend belegte er bei den Südamerikaspielen in Asunción mit 7,20 m den siebten Platz. 2025 klassierte er sich dann bei den Hallensüdamerikameisterschaften in Cochabamba mit 6,70 s auf dem sechsten Platz im 60-Meter-Lauf und wurde im Weitsprung mit 7,75 m Vierter.
In den Jahren 2023 und 2025 wurde Maza venezolanischer Meister im Weitsprung.

## Persönliche Bestzeiten
- 100 Meter: 10,58 s (+0,5 m/s), 17. Juni 2022 in Barinas
  - 60 Meter (Halle): 6,61 s, 20. Februar 2025 in Cochabamba
- Weitsprung: 7,92 m (+0,6 m/s), 4. Oktober 2021 in Caracas